# Givroulle
Givroulle is een dorp in de Belgische provincie Luxemburg. Het ligt in Flamierge, een deelgemeente van Bastenaken. Het dorpscentrum ligt drie kilometer ten noorden van het dorpscentrum van Flamierge.

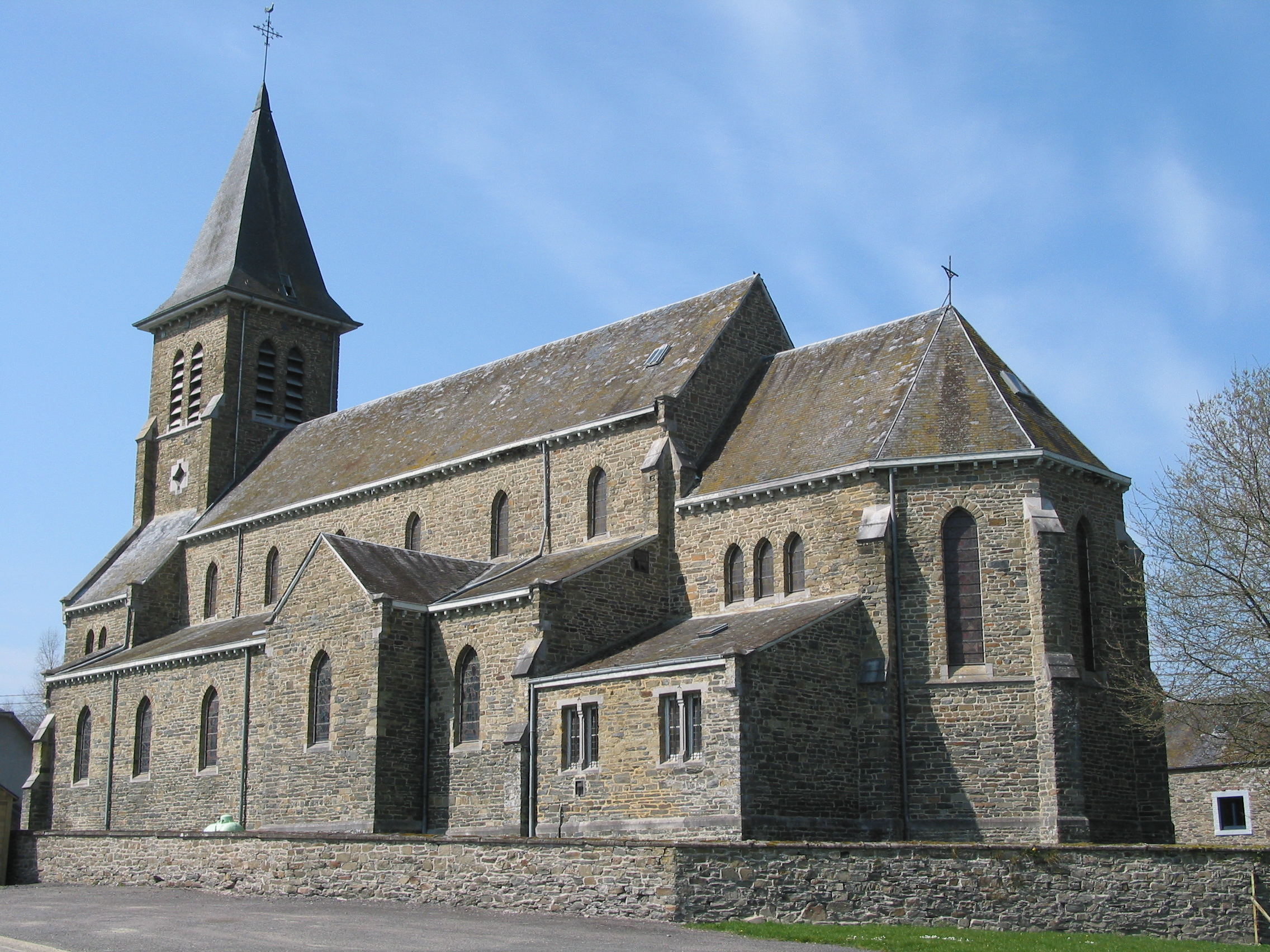
Église Saint-Hubert

## Geschiedenis
De plaats is weergegeven op de Ferrariskaart uit de jaren 1770 als het dorp Givroul. Op het eind van het ancien régime werd Givroulle een gemeente. In 1823 werden bij een grote gemeentelijke herindeling in de provincie Luxemburg veel kleine gemeenten samengevoegd en de gemeente Givroulle werd, net als Givry en Roumont, opgeheven en aangehecht bij de gemeente Flamierge.

## Bezienswaardigheden
- De Église Saint-Hubert

## Verkeer en vervoer
Door Givroulle loopt de N826, de weg van Libramont-Chevigny en de N4 naar Bertogne en Houffalize.
Deelgemeenten: Bastenaken · Bertogne ·Flamierge ·Longchamps · Longvilly · Noville · Villers-la-Bonne-Eau · Wardin

Overige dorpen: Al-Hez · Arloncourt · Benonchamps · Berhain · Bethomont · Bizory · Bourcy · Bras · Champs · Cobru · Compogne · Fagnoux · Fays · Flamisoul · Foy · Frenet · Gives · Givroulle · Givry · Hardigny · Harzy · Hemroulle · Horritine · Isle-la-Hesse · Isle-le-Pré · Livarchamps · Losange · Lutrebois · Lutremange · Luzery · Mande-Saint-Étienne · Mageret · Marenwez · Marvie · Michamps · Moinet · Monaville · Mont · Neffe · Oubourcy · Rachamps · Recogne · Remoifosse · Rolley · Rouette · Roumont · Salle · Savy · Senonchamps · Troismont · Tronle · Vaux · Wicourt · Wigny · Withimont

Belgische gemeenten · Arrondissement Aarlen · Luxemburg · Wallonië